# 莫斯市鎮
莫斯市鎮（丹麥語：Morsø  Kommune）是丹麥的一個市鎮，位於日德蘭半島西北部利姆灣內的莫斯島，屬北日德蘭大區。面積367.67平方公里，2009年人口22,098人。首府尼克賓莫斯。